# Highest Hopes
Highest Hopes е името на третата компилация на финландската метъл група Nightwish, която излиза през 2005 г. Албумът е издаден в три различни формата. Заедно със стандартната версия е издадено и специално издание в ограничен тираж, съдържащо бонус-диск с три видеоклипа, заснети на фестивала „Мера луна“ в Хилдесхайм, Германия през 2003 г. Има и разширена версия, съдържаща и няколко допълнителни песни.

## Песни
1. Wish I Had an Angel
2. Stargazers
3. The Kinslayer
4. Ever Dream
5. Elvenpath
6. Bless the Child
7. Nemo
8. Sleeping Sun
9. Dead To The World
10. Over The Hills And Far Away
11. Deep Silent Complete
12. Sacrament Of Wilderness
13. Walking in the Air
14. Wishmaster
15. Dead Boy's Poem
16. High Hopes (Live)

### Песни (2cd+1dvd)
Диск 1:
1. Stargazers
2. The Kinslayer
3. Ever Dream
4. Elvenpath
5. Bless the Child
6. Nemo
7. Sleeping Sun
8. Dead To The World
9. Over The Hills And Far Away
10. Deep Silent Complete
11. Sacrament Of Wilderness
12. Walking in the Air
13. Wishmaster
14. Dead Boy's Poem
15. High Hopes (Live)

Диск 2:
1. The Wayfarer
2. Come Cover me (Live)
3. Dead Boy´s Poem (Live)
4. Once Upon a Troubadour
5. A Return to the Sea
6. Sleepwalker – Heavy Version
7. Nightquest
8. Lagoon

DVD:
1. She is my Sin (Live)
2. Dead to the World (Live)
3. The Kinslayer (Live)
4. Over the Hills and Far Away
5. Bless the Child
6. Sleeping Sun
7. Walking in the Air (Live)
8. End of All Hope (Live)
9. 10th Man Down (Live)
10. Sleeping Sun (Live)